# Anisognathus lacrymosus
Anisognathus lacrymosus е вид птица от семейство Тангарови (Thraupidae).

## Разпространение
Видът е разпространен във Венецуела, Еквадор, Колумбия и Перу.